# Néstor Reverol
Néstor Luis Reverol Torres (Cabimas,  28 de octubre de 1964) es un militar y político venezolano. Fue el Presidente de Corpozulia ubicado en el Estado Zulia. Entre 2020 y 2024 fue Ministro de Energía Eléctrica y entre 2019 y 2024 fungió como Vicepresidente sectorial de Obras públicas y Servicios. Aparte, desde 2012 a 2013 y luego desde 2016 hasta 2020, fue el ministro de Relaciones Interiores, Justicia y Paz de Venezuela. 
Entre 2014 y 2016 se desempeñó como comandante general de la Guardia Nacional Bolivariana (GNB).

## Biografía

### Trayectoria militar
Reverol nació en la ciudad costera de Maracaibo, capital del estado Zulia. Estudió en la Academia Militar de la Guardia Nacional Bolivariana (AMGNB), adscrita a la Universidad Militar Bolivariana de Venezuela, donde obtuvo su título de Licenciado en Ciencias y Artes Militares. Es general en jefe de la Guardia Nacional Bolivariana, exdirector de la Oficina Nacional Antidrogas (ONA) y viceministro de Prevención y Seguridad Ciudadana. El 13 de octubre del 2012, es nombrado Ministro del Poder Popular para Relaciones Interiores y Justicia, por el presidente Nicolás Maduro  y confirmado mediante decreto nacional el día 15.

### Ministro de Interior

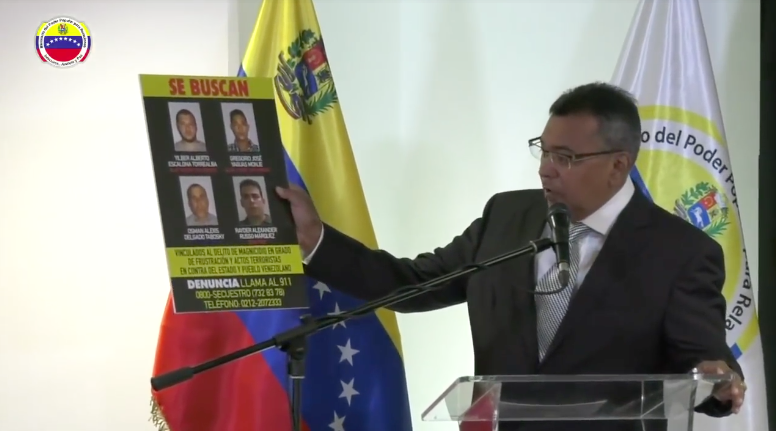
Reverol hablando sobre los sospechosos del atentado de Caracas de 2018.

El 2 de agosto de 2016 es designado por el presidente Nicolás Maduro como Ministro de Relaciones Interiores, y comentó:

(...) Quiero saludar al M/G GNB, patriota, revolucionario, venezolano, oficial ejemplar de nuestra FANB y presentarle toda mi solidaridad, mi apoyo personal como jefe de Estado, como jefe de Gobierno, a él, a su familia, que han sido agredidos por el imperio norteamericano (...).
Nicolás Maduro

Además tomó acciones fronterizas junto con el comandante de la Policía Nacional Bolivariana, en su labor desplazó a la PNB al comando migratorio de la frontera con Colombia en la dirección del estado Táchira, esto para "contrarrestar el contrabando y el narcotráfico".
Durante su mandato, Reverol ha reportado la incautación de más de 773.532 toneladas métricas de drogas, la neutralización e inhabilitación de 200 aeronaves al servicio del narcotráfico, y la incautación o recuperación de otras 62.

### Ministro de Energía
Nombrado Ministro de energía en octubre de 2020 Como militar de carrera no pudo solucionar los constantes apagones en el Sistema eléctrico Nacional que se pudo observar en la crisis eléctrica, destacaron un programa de cortes de luz de entre cuatro hasta de seis horas diarias, y se complicó con la falta de diésel para las termoeléctricas al disminuir la producción nacional de petróleo. Hubo varios apagones nacionales como el 17 de diciembre de 2021 hubo un apagón que afectó a 20 de los 23 estados de Venezuela sin mayor explicación que tratarse de un atentado parecido al del 2019. En el año 2022 se produjeron 24.561 cortes de electricidad en todo el país. En  2023 se registraron 3290 fallas en el sistema.

## Acusaciones de narcotráfico
En diciembre de 2015, el Departamento de Justicia de los Estados Unidos, dio a conocer informes donde se le acusa a Reverol de narcotráfico junto con Edylberto Molina viceministro del Sistema Integrado de Policía, por alertar a un clan de narcotraficantes donde se encontraban los policías antidrogas en el Caribe y la fronteras venezolanas, esto llevado a cabo entre 2008 y 2011, además de financiación de cocaína que sería enviada a los Estados Unidos, así lo dio a conocer la Corte del Distrito Este de Nueva York.
En una acusación presentada en la corte federal de Brooklyn, Néstor Reverol junto a Edylberto Molina fueron acusados de aceptar sobornos de narcotraficantes, cuando eran director y subdirector respectivamente de la Oficina Nacional Antidrogas en Venezuela. También se les acusa de alertar a traficantes sobre futuros allanamientos de drogas y la posición de los agentes del orden público. Son señalados de participar en la exportación de drogas desde Venezuela a los Estados Unidos, además de organizar la liberación de las personas arrestadas en casos de drogas y de efectivo y drogas confiscadas por la policía, alegaron los fiscales de Brooklyn.
Sobre Reverol y Molina pesan otros cargos por drogas y delitos relacionados con el narcotráfico internacional; la Administración Antidrogas de los Estados Unidos declaró que Reverol y Molina usaron sus posiciones de poder para habilitar a las organizaciones de tráfico de drogas, al mismo tiempo que obstaculizaron los esfuerzos de las fuerzas del orden para frustrarlas, conspiración para traficar cocaína y organización para delinquir con drogas. Las acusaciones son debidamente respaldadas por de la DEA, el Servicio de Inmigración y Control de Aduanas de los Estados Unidos y el Departamento de Seguridad Nacional. En 2019 durante una entrevista al ex director de la DGCIM Hugo Carvajal por The New York Times, Carvajal expresó y aseguró que Reverol es uno de los que maneja el narcotráfico y la corrupción en el gobierno

## Sanciones internacionales

Nestor Reverol en la orden de captura emitida por el Departamento de Justicia de los Estados Unidos.

El 18 de enero de 2018 es sancionado por la Unión Europea junto a otros seis funcionarios del Estado venezolano por ser señalados como presuntos autores del deterioro de la democracia en el país. Anteriormente ya había sido sancionado junto a otros funcionarios por Estados Unidos y Canadá, por considerar que habían usurpado las funciones de la Asamblea Nacional y que permitieron al presidente Nicolás Maduro gobernar a través de un decreto de emergencia. Entre las sanciones estuvieron la congelación de todos los bienes que los sancionados podían tener en los dos países, la prohibición para ciudadanos e instituciones estadounidenses y canadienses de realizar cualquier tipo de transacción con ellos y la prohibición de entrada a los países.